# Prosaptia pensilis
Prosaptia pensilis är en stensöteväxtart som först beskrevs av Henry Nicholas Ridley, och fick sitt nu gällande namn av Barbara S. Parris. Prosaptia pensilis ingår i släktet Prosaptia och familjen Polypodiaceae. Inga underarter finns listade.